# Franz Leopold de Longueval

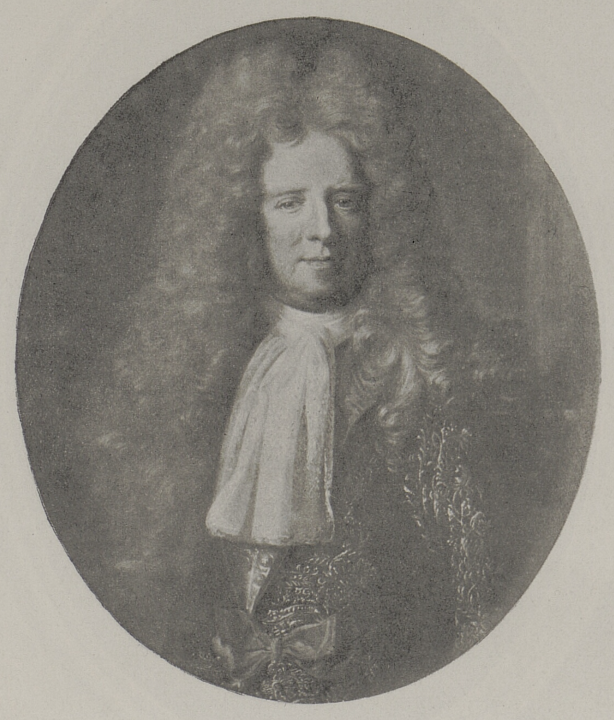
Porträt von Franz Leopold Buquoy im Schloss Nové Hrady

Franz Leopold de Longueval, Graf von Buquoy (* 29. November 1703 in Wien; † 10. Oktober 1767 in Prag) war kaiserlich königlicher wirklicher Geheimer Rat, Oberlandhofmeister im Königreich Böhmen und Träger des Ordens vom Goldenen Vlies.

## Herkunft
Die Familie Buquoy stammt ursprünglich aus Frankreich, aber im Dreißigjährigen Krieg war Charles Bonaventure de Longueval als Feldherr nach Deutschland gekommen. Sein Großvater Graf Albert († 7. Oktober 1714) war kaiserlicher Geheimer Rat und erwarb große Ländereien in Böhmen, die er in ein Majorat wandelte. Seine Eltern waren der Kammerherr Carl Cajetan de Longueval († 2. September 1750) und dessen Ehefrau die Gräfin Philippa Eusebia Pálffy von Erdöd (* 25. November 1681; † 5. August 1732), eine Tochter des Feldmarschalls Nikolaus Pálffy von Erdőd.

## Leben
Longueval wurde am 19. Februar 1739 zum kaiserlicher Kammerherren und am 15. Oktober 1745 zum wirklichen Geheimen Rat ernannt. Anschließend wurde er zum Oberlandkämmerer und im Januar 1747 zum Oberlandmarschalls des Königreichs Böhmen ernannt. Als am 20. Oktober 1747 der Landtag in Prag eröffnet wurde, war er als königlicher Kommissar anwesend. 1750 beerbte er seinen Vater. Einige Jahre später wurde er Oberlandhofmeister von Böhmen und am 18. Dezember 1763 zum Ritter vom Orden des goldnen Vlieses (Nr. 770). Als der spätere Kaiser Prinz Joseph und dessen Bruder Peter Leopold (Toscana) 1764 Böhmen besuchten und am 8. Oktober 1764 auch in Prag ankamen, empfing Longueval die Prinzen.

## Familie
Longueval heiratete am 31. Juni 1735 die Gräfin Gabriele Johanna Hermine von Roggendorf (* 23. Mai 1717; † 27. Dezember 1790). Das Paar hatte mehrere Kinder:
- Maria Anna (* 1736; † jung)
- Franz de Paula (*/† 28. August 1737)
- Marie Walpurga (* 17. Dezember 1738; † 1762) ⚭ Graf Franz Karl Bořita z Martinitz (* 6. September 1733; † 29. November 1789)[2]
- Caroline (Charlotte) (* 17. Januar 1740; † 6. August 1802) ⚭ Philipp (Franz) von Risenfels († 9. August 1787)
- Johann Nepomuk Josef (* 28. Juni 1741; † 12. April 1803) ⚭ 1765 Gräfin Maria Theresa von Paar (* 3. Mai 1746; † 21. Mai 1818),[3]
- Marie Ernestine (* 6. November 1742; † 6. März 1816) ⚭ Graf Franz Anton von Kolovrat-Novohradský († 9. Juli 1802)[4]
- Leopold Albert Franz (* 11. Dezember 1744; † 18. Juli 1795) ⚭ 1778 Marie Tranquille Thérèse Adélaïde Antoinette de Preudhoumme d’Ailly[5][6] (* 3. Januar 1758; † 1830), Eltern von Georg Franz August von Buquoy
- Josef Erasmus Adalbert (* 22. April 1746; † 17. September 1772), Domherr in Eichstätt
- Marie Gabriele (* 21. September 1750; † 1754)